# Mladen Ramljak
Mladen Ramljak, né le 1er juillet 1945 à Zagreb en Yougoslavie, et mort le 13 septembre 1978, était un footballeur international yougoslave.

## Biographie
Formé au Dinamo Zagreb, où il joue 11 saisons et remporte plusieurs trophées dont la Coupe des villes de foires en 1967, il s'exile ensuite aux Pays-Bas. Avec le Feyenoord Rotterdam, il remporte une seconde coupe d'Europe en 1974. International yougoslave, il participe à l'Euro 1968 et s'incline en finale. 
Il meurt à 33 ans dans un accident de voiture près de Novska. Un tournoi de jeunes organisé par son club formateur porte son nom en son honneur.

## Palmarès
- Vainqueur de la Coupe des villes de foires en 1967 avec le Dinamo Zagreb
- Vainqueur de la Coupe de l'UEFA en 1974 avec le Feyenoord Rotterdam
- Champion des Pays-Bas en 1974 avec le Feyenoord Rotterdam
- Vainqueur de la Coupe de Yougoslavie en 1965 et 1969 avec le Dinamo Zagreb
- Finaliste de l'Euro 68 avec la Yougoslavie